# Set Fire to Flames
Set Fire to Flames ist eine Post-Rock-Band, bestehend aus dreizehn Musikern aus Montreal, Kanada, welche zwei Alben auf Alien8 Recordings und FatCat Records veröffentlicht haben.
Beide Alben wurden „in Zuständen von wenig Schlaf oder keinem Schlaf, in variierenden Stadien der Berauschtheit und in physischer Beschränkung“ aufgenommen. Ihr zweites Album wurde in einer Hütte im ländlichen Ontario aufgenommen. Die Töne der quietschenden Türen und andere Hintergrundgeräusche wurden nicht – wie sonst üblich – herausgeschnitten, sondern bewusst behalten.
Gitarrist Mike Moya (unter anderem auch bei Godspeed You! Black Emperor und Hrsta) über die Arbeitsweise der Band:
Viele ihrer Tracks sind sehr minimalistisch, gefüllt mit Ambient- und Noise-Elementen und vielen anderen nicht musikalischen Soundeffekten, vereint oder kombiniert mit instrumenteller Musik.
Die Band wird oft als Nebenprojekt von Godspeed You! Black Emperor angesehen und die beiden Musikensembles teilen verschiedene Mitglieder.
Seit dem letzten Album 2003 herrscht Ruhe um Set Fire to Flames. Die Band hat in ihrer gesamten Geschichte nur ein einziges, spontanes Live-Konzert gegeben (1999).

## Diskografie
- 2001: Sings Reign Rebuilder (Album, Alien8 Recordings)
- 2003: Telegraphs in Negative/Mouths Trapped in Static (Album, Alien8 Recordings)